# Jo Schreve-IJzerman

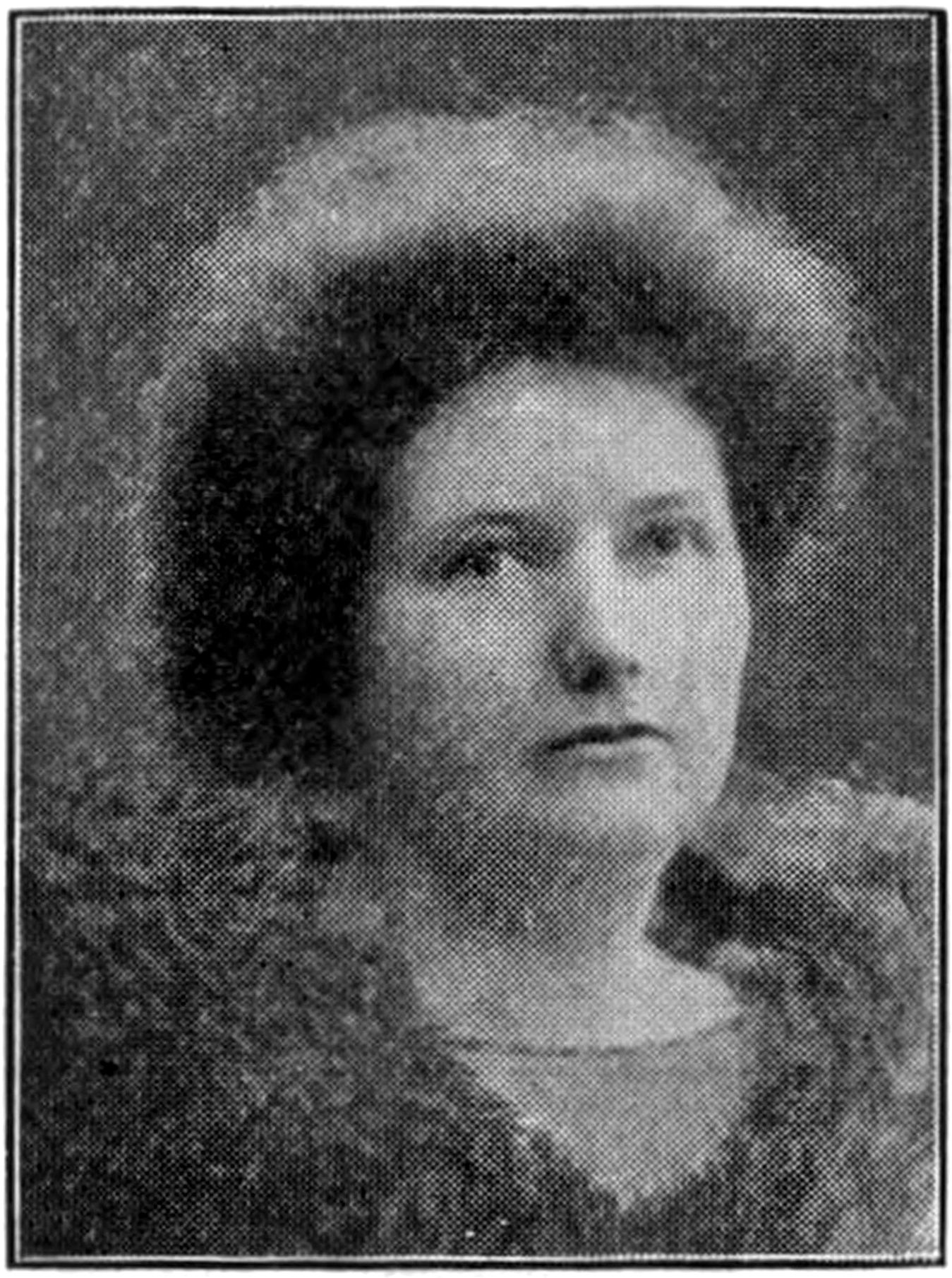
Jo IJzerman, 1913

Johanna „Jo“ Adriana IJzerman (* 21. Oktober 1867 in Numansdorp; † 11. März 1933 in Amsterdam) war eine niederländische Bildhauerin.

## Leben
Jo IJzerman war die älteste Tochter des Lehrers und Schulleiters Mattheus Johannes IJzerman (1842–1930) und von Neeltje Elisabeth Lalleman (1842–1930). Sie wuchs mit sechs Geschwistern in einer wohlhabenden  reformierten Familie auf. Ihr Vater war Schulleiter in Numansdorp, dann Lehrer in Leiden und ab 1877 Direktor der Zweiten Hogereburgerschool in Amsterdam. Ihre Mutter stammte ebenfalls aus einer Lehrerfamilie. Jo IJzerman war kunstinteressiert, besuchte zwischen 1886 und 1889 Kurse zu „Nuttige en Fraaie Handwerken“ (nützliches und dekoratives Kunsthandwerk) und begeisterte sich für Malerei. 1883 verlobte sie sich mit dem Amsterdamer Arzt Christiaan Frederik „Fritz“ Schreve (1867–1933), den sie 1894 in Amstelveen heiratete. Nach ihrer Heirat nahm sie Privatunterricht bei dem Bildhauer Frederik Engel Jeltsema und machte eine Ausbildung zur Bildhauerin bei Bart van Hove (1850–1914), Professor an der Rijksakademie van beeldende kunsten in Amsterdam, der sie das Arbeiten im konventionellen, neoklassizistischen Stil lehrte.
Neben ihrer Arbeit als Bildhauerin engagierte sich Jo Schreve-IJzerman in verschiedenen wohltätigen oder künstlerischen Gremien und Vereinen und in der Politik. Von 1813 bis 1913 war sie Vizepräsidentin des Ausschusses für bildende Künste für die Ausstellung De Vrouw 1813–1913 und unter anderem für die Begutachtung der eingereichten Werke zuständig. Sie gehörte dem Algemeen Steuncomité Amsterdam (ASA) an, das Arbeitslose unterstützte. Von 1919 bis 1930 war sie mehrmals Mitglied der Bioscoopcommissie und legte häufig ihr Veto gegen die Beurteilung der Eignung von Filmen für bestimmte Altersgruppen ein. Nachdem sie 1920 die Ausstellung Het huis en zijn inrichting im Amsterdamer Paleis voor Volksvlijt organisiert hatte, ernannte die Amsterdamer Sektion der Nederlandse Vereniging van Huisvrouwen (heute: NVVH Vrouwennetwerk) sie zum Ehrenmitglied. 1921 trat sie als eine von wenigen Frauen für die Neutrale Partij, eine örtliche Mittelschichtspartei, die sich für bildende Künstler einsetzte, bei den Kommunalwahlen an. 1922 war sie an der Gründung des Vereins für Altenpflege Pro Senectute. Zudem gehörte sie zwischen 1928 und 1929 dem Vorstand der Amsterdamer Vereeniging voor Schoolwerktuinen (Verein für Schularbeitsgärten) an. Ab den 1920er Jahren unterstützte Jo Schreve-IJzerman gemeinsam mit ihrem Mann verschiedene Künstler finanziell, unter anderem die Schriftstellerinnen Anna van Gogh-Kaulbach und Dora Musbach, den Geiger Albert Sluyter, den Cellisten Henri Charles van Praag und den Maler Willy Knip.
Jo Schreve-IJzerman war mit vielen Künstlern und Künstlerinnen befreundet, wie Thérèse Schwartze, Georgine Schwartze und Lizzy Ansingh. Sie war eine bekannte Amsterdamer Persönlichkeit, die in dieser Eigenschaft als eine von etwa zwanzig Frauen 1921 vom De Groene Amsterdammer zu ihrer Meinung zur Eignung von Fußball für Frauen befragt wurde.
Jo Schreve-IJzerman starb 1933 und wurde auf dem Friedhof Zorgvlied am Amsteldijk 273 in Amsterdam-Zuid beigesetzt.

## Werk

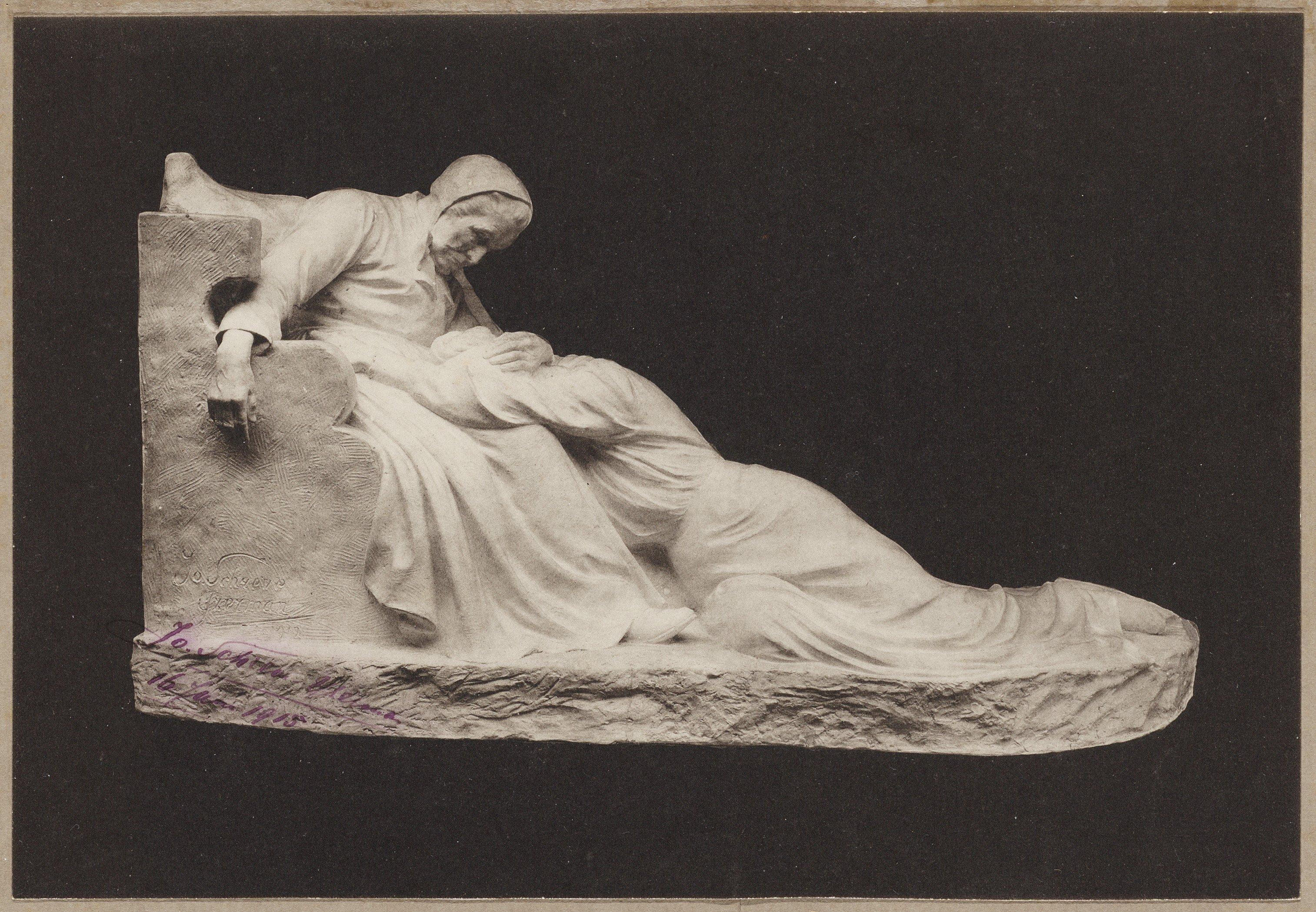
Oud eigen leed herleefd, 1912

trat Jo Schreve-IJzerman der Künstlervereinigung Arti et Amicitiae bei und stellte regelmäßig aus. Sie schuf freie Skulpturen, Porträts von Familienmitgliedern, Familiengruppen und Mädchenskulpturen im Arbeiten im neoklassizistischen Stil und fertigte im Auftrag Porträtbüsten, Grabmale und Gedenkbüsten an. Für die Gedenktafel für Dr. C.J. Vaillant und das Werk Oud eigen leed herleefd erhielt sie 1912 von Arti et Amicitiae die von Königin Wilhelmina gestiftete Koninklijke Medaille in Gold. Ihre Statue Da war es öd und leer wurde bei der Weltausstellung Brüssel 1910 mit einer Bronzemedaille ausgezeichnet. Für die Vereeniging voor Vrouwenkiesrecht (Vereinigung für Frauenwahlrecht VvVK) fertigte Jo Schreve-IJzerman 1913 eine Marmorbüste der 1912 verstorbenen Feministin Dora Haver an, die im Stedelijk Museum Amsterdam aufgestellt wurde. In der Ausstellung De Vrouw 1813-1913 war sie mit mehreren Skulpturen vertreten.
Werke von ihr befinden sich in der Sammlung des Amsterdam Museums.
Werkauswahl:
- Büste von Theodora Schook-Haver[5]
- 1909 Büste von Dr. C.E. Daniëls
- 1909 Da war es öd und leer
- 1912 Gedenktafel für Dr. C.J. Vaillant
- 1912 Oud eigen leed herleefd
- 1908 Triumf[6]
- 1913 Marmorbüste Dora Haver für die Vereeniging voor Vrouwenkiesrecht (Vereinigung für Frauenwahlrecht VvVK)
- 1914 het aan de oorlog gerelateerde Ernst[2]

## Ausstellungen (Auswahl)
- 1907: Tentoonstelling van kunstwerken van levende meesters, Stedelijk Museum Amsterdam
- ab 1907: Mitgliedsausstellungen von Arti et Amicitiae
- 1910: Weltausstellung Brüssel 1910
- 1911: Esposizione Internazionale di Belle Arti, Palazzo delle Belle Arti Roma, Roma
- 1912: Internationale tentoonstelling van kunstwerken van levende meesters: internationale tentoonstelling van hedendaagsche kunst, Stedelijk Museum Amsterdam
- 1913: De Vrouw 1813-1913[2]
- 1914: Biennale di Venezia, Venedig
- 1915: Panama-Pacific International Exposition, San Francisco
- 1915: Nederlandsch steun-comité voor beeldende kunstenaren, Stedelijk Museum Amsterdam
- 1918: Tentoonstelling van beeldhouwwerk, Stedelijk Museum Amsterdam
- 1923: Regeeringsjubileum 1898 - 1923: tentoonstelling van Nederlandsche beeldende kunstenaars, Stedelijk Museum Amsterdam
- 1924: Schilderijen, teekeningen en beeldhouwwerken, Stedelijk Museum Amsterdam
- 1932: Tentoonstelling van Nederlandsche Levende Kunstenaars, Stedelijk Museum Amsterdam[4]